# Curruca
Curruca är ett fågelsläkte i familjen sylvior inom ordningen tättingar. Listan nedan med 25 arter följer AviList:
- Höksångare (Curruca nisoria)
- Karroosångare (Curruca layardi)
- Halsbandssångare (Curruca boehmi)
- Rostgumpad sångare (Curruca subcoerulea)
- Ärtsångare (Curruca curruca)
- Jemensångare (Curruca buryi)
- Sorgsångare (Curruca lugens)
- Arabsångare (Curruca leucomelaena)
- Herdesångare (Curruca hortensis)
- Mästersångare (Curruca crassirostris)
- Ökensångare (Curruca nana)
- Saharasångare (Curruca deserti)
- Atlassångare (Curruca deserticola)
- Tamarisksångare (Curruca mystacea)
- Törnsångare (Curruca communis)
- Glasögonsångare (Curruca conspicillata)
- Sardinsk sångare (Curruca sarda)
- Balearisk sångare (Curruca balearica)
- Provencesångare (Curruca undata)
- Svarthakad sångare (Curruca ruppeli)
- Cypernsångare (Curruca melanothorax)
- Sammetshätta (Curruca melanocephala)
- Rosensångare (Curruca subalpina)
- Rostsångare (Curruca iberiae)
- Rödstrupig sångare (Curruca cantillans)

Släktet inkluderas traditionellt i släktet Sylvia. Genetiska studier visar dock att Sylvia består av två klader som skildes åt för hela 15 miljoner år sedan,